# Nový trh (Štětín)
Nový trh (polsky Rynek Nowy, německy Neuer Markt) je náměstí na Starém Městě ve Štětíně (Szczecin), které se nachází na severovýchod Senného trhu.

## Dějiny
Historie Nového trhu úzce souvisí s kostelem svatého Mikuláše, postaveným v oblasti Starého náměstí s názvem Střední trh. Tento kostel byl poprvé zmíněn v dokumentu z 25. února 1243 jako ecclesiam sancti Nicholai. Zpočátku to byla dřevěná konstrukce. V roce 1335 byly zahájeny práce na postavení cihlového kostela v gotickém slohu. V průběhu let byly kolem kostela postaveny měšťanské domy a byly umístěny četné stánky s prodejem masa a chleba.
V roce 1806 napoleonští vojáci přeměnili kostel na sklad sena. V noci z 9. na 10. prosince 1811 byl kostel a okolní obytné a obchodní budovy zničeny požárem. V roce 1816 byly zbořeny ruiny kostela a přilehlých budov a v roce 1821 byl vydlážděn prostor vytvořený po demolici, který se nazýval Nový trh. Nájemní domy obklopující nově vytvořené náměstí byly rozšířeny a přestavěny. Na rohu náměstí s ulicí Opłotki byl postaven dům pro redakci novin Stettiner General Anzeiger a na rohu ulice Wielké Odrzańské dům Friedricha Pitzschkyho, kde sídlila jeho pojišťovna.
Během druhé světové války byly budovy zničeny. Poté, co město převzala polská správa, byly zříceniny staroměstské radnice zajištěny a zbývající budovy byly zbořeny, čímž se otevřel výhled z náměstí na Odru a přístav. Oblast trhu byla zahrnuta do bývalého Senného trhu, čímž vzniklo náměstí Rzepichy. V 50. letech 20. století vytvořil tým architektů W. Furmańczyka, W. Jarzynky a L. Kotowského koncept nových budov na Starém Městě. V rámci tohoto projektu byl v západní části náměstí postaven blok se šikmou střechou. V 70. letech 20. století byl hotel Arkona postaven na severním průčelí.
V roce 1995 byl obnoven historický název Nový trh a na předválečných základech jižního a východního průčelí byly postaveny nové postmoderní činžovní domy. V roce 2008 byl hotel Arkona zbořen a v letech 2016–2017 byly odkryty základy činžovních domů, které stály v severní části trhu. V roce 2019 byly zahájeny stavební práce spojené s výstavbou nového hotelu, jehož tvar má odkazovat na fasády činžovních domů, které stály v severním průčelí.

## Kalendář změn názvu trhu
| Platnost         | Název         |
| ---------------- | ------------- |
| XIII století     | medium forum  |
| XIX století–1945 | Neuer Markt   |
| 1945–1995        | Plac Rzepichy |
| od 1995          | Rynek Nowy    |

## Významné budovy a objekty
- Stará radnice
- Dům Stettiner General-Anzeiger (zbořen ve 50. letech 20. století)
- Dům Friedricha Pitzschkyho (zbořen ve 40. letech 20. století)